# 인주초등학교
인주초등학교는 대한민국 충청남도 아산시 인주면 신성리에 있는 공립 초등학교다.

## 학교 연혁
| 1930년 | 5월 27일  | 인주공립보통학교 개교(설립인가 4월 29일) |
| 1938년 | 4월 1일   | 인주공립심상소학교로 개칭                |
| 1941년 | 4월 1일   | 인주공립국민학교로 개칭                  |
| 1949년 | 12월 31일 | 인주국민학교로 개칭                      |
| 1996년 | 3월 1일   | 인주초등학교로 개칭                      |
| 2019년 | 12월 31일 | 제87회 졸업 23명 졸업(총7,953명)         |
| 2020년 | 3월 1일   | 9학급 편성(일반 8학급, 특수 1학급)       |

## 참고 자료
- 인주초등학교 - 한국교육학술정보원 학교알리미